# Pamuk
Pamuk là một thị trấn thuộc hạt Somogy, Hungary. Thị trấn này có diện tích 11,96 km², dân số năm 2010 là 243 người, mật độ 20 người/km².